# Andreas Drossander
Andreas Andreæ Drossander, född 1648 på Julita sockens prästgård i Södermanland, död 1696 i Uppsala, var en svensk professor och rektor för Uppsala universitet.

## Biografi
Andreas Drossander var son till kyrkoherden Andreas Drossander och dennes hustru Katarina Beckia. Han inskrevs 1667 vid Uppsala universitet där han studerade för Petrus Hoffvenius och Olof Rudbeck d.ä., disputerade tre gånger 1678 för Hoffvenius, skrev några kapitel i dennes Synopsis physica och disputerade sedan en fjärde gång med Aula mentis. Därefter begav han sig på utrikes studieresa. 
Hoffvenius avled år 1682 varefter Drossander 1683 kallades till att efterträda honom som professor i medicin. Drossander var vid tidpunkten i Paris och fick läsa om sin utnämning i en tidning. På hemresan promoverades han till doktor i Reims, samt tog omvägen över England där han köpte upp instrument, däribland termometrar, barometrar och luftpumpar – inget av dessa instrument hade tidigare funnits i Sverige.
Som professor i Uppsala inriktade sig Drossander framför allt på kemi och fysik. Han var en uppskattad föreläsare, och kungligheterna bevistade ofta hans experiment. Han skall till exempel inför kronprins Karl (XII) och prinsessan Hedvig Sofia ha dödat och återupplivat en fågel med sin luftpump. Drossander tog Johannes Bilbergs parti i den cartesianska striden, men frågan var inte av större vikt för honom och han deltog inte så aktivt i striden som andra. Vid sidan av sin professur var han praktiserande läkare i Uppsala. 1689 var han rektor för universitetet.
Drossander gifte sig 1684 med änkan Maria De Besche, dotter till Gillis de Besche d.y. och Kristina Möller. Paret fick en son och två döttrar.